# Vocabulario Portuguez e Latino

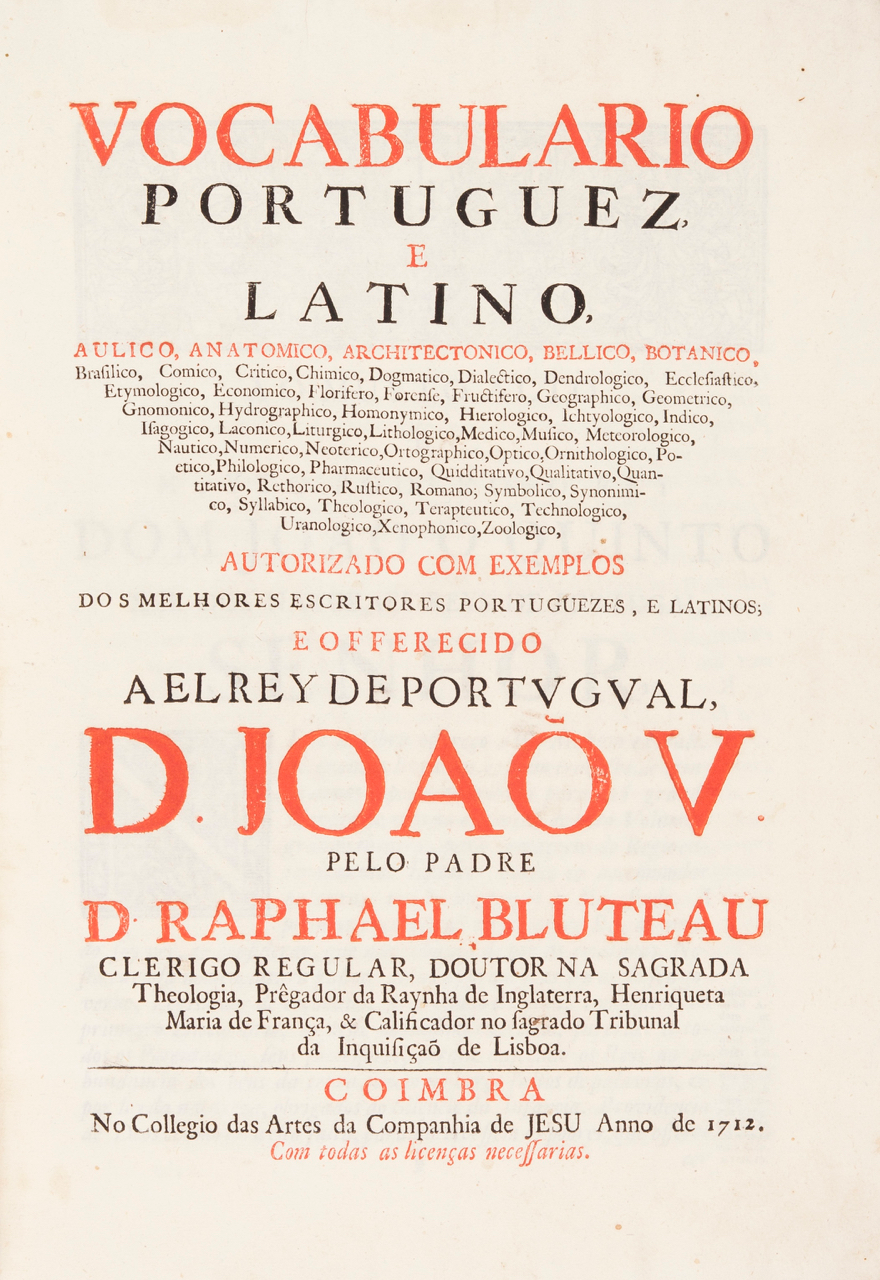
Folha de rosto.

O Vocabulário Português e Latino (na grafia original, Vocabulario portuguez e latino), mais conhecido como o Vocabulário de Bluteau, é considerado o primeiro dicionário da língua portuguesa, tendo sido publicado entre 1712 e 1721 pelo padre Rafael Bluteau (1638–1734).
O título completo do livro é "Vocabulario portuguez e latino, aulico, anatomico, architectonico, bellico, botanico, brasilico, comico, critico, chimico, dogmatico, dialectico, dendrologico, ecclesiastico, etymologico, economico, florifero, forense, fructifero, geographico, geometrico, gnomonico, hydrographico, homonymico, hierologico, ichtyologico, indico, isagogico, laconico, liturgico, lithologico, medico, musico, meteorologico, nautico, numerico, neoterico, ortographico, optico, ornithologico, poetico, philologico, pharmaceutico, quidditativo, qualitativo, quantitativo, rethorico, rustico, romano, symbolico, synonimico, syllabico, theologico, terapeutico, technologico, uranologico, xenophonico, zoologico, autorizado com exemplos dos melhores escritores portuguezes, e latinos".
Composto por cerca de 43,6 mil verbetes, foi dedicado ao então rei de Portugal por seu autor, o padre Rafael Bluteau, nascido em Londres porém radicado em Portugal, para onde se mudara no ano de 1668.[carece de fontes?]
Em abril de 2008, o Vocabulário de Bluteau foi totalmente digitalizado por alunos e docentes do Instituto de Estudos Brasileiros (IEB) da Universidade de São Paulo (USP), estando desde então disponível para consulta pública e gratuita na Internet. Está igualmente acessível no site da Biblioteca Nacional Digital da Biblioteca Nacional de Portugal.